# Spargania
Spargania är ett släkte av fjärilar som beskrevs av Achille Guenée 1857. Spargania ingår i familjen mätare, Geometridae.

## Bildgalleri

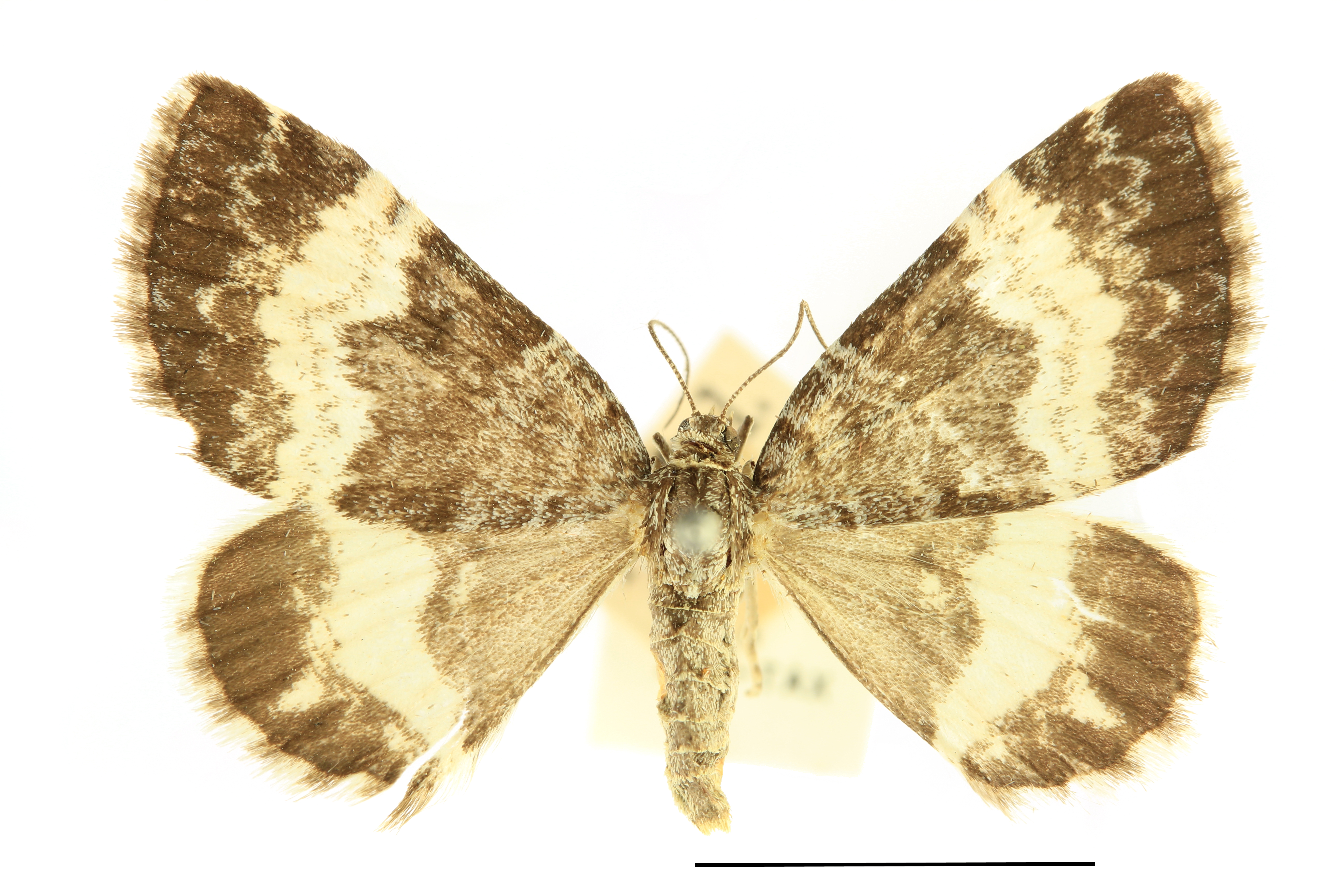
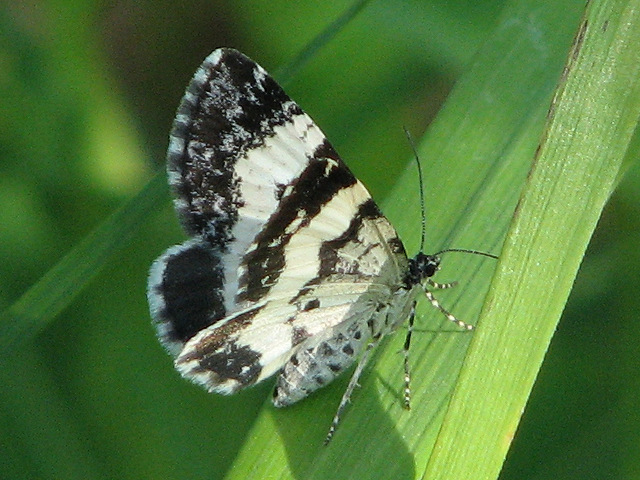
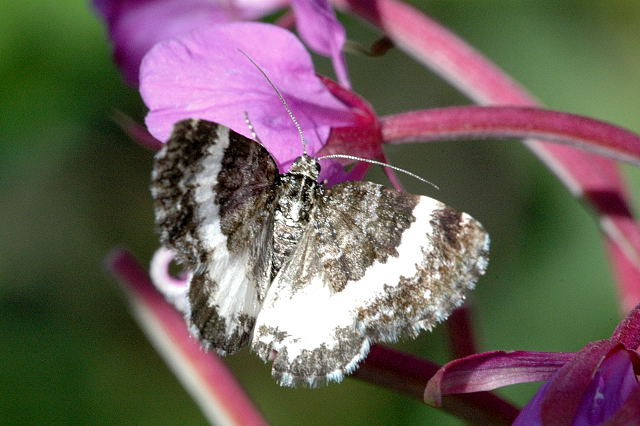

## Dottertaxa tillSpargania, i alfabetisk ordning[1][2]
- Spargania angulifascia
- Spargania approbata
- Spargania augustaria
- Spargania aurata
- Spargania bellipicta
- Spargania caudata
- Spargania cenizata
- Spargania clementi
- Spargania coarctata
- Spargania colorifera
- Spargania commutata
- Spargania comprobata
- Spargania conglomerata
- Spargania continuata
- Spargania crypta
- Spargania cultata
- Spargania cumatilis
- Spargania cyllene
- Spargania daira
- Spargania daphne
- Spargania denguera
- Spargania diversimedia
- Spargania dulciferata
- Spargania engelkei
- Spargania euphemia
- Spargania fallaciosa
- Spargania flavisquamata
- Spargania flavolimbaria
- Spargania flavolimbarioides
- Spargania icterica
- Spargania illustrata
- Spargania incommodata
- Spargania indentata
- Spargania intensa
- Spargania isolata
- Spargania leucocyma
- Spargania lichenea
- Spargania locuples
- Spargania luctuata
- Spargania magnoliata
- Spargania malacata
- Spargania miniata
- Spargania myrtusaria
- Spargania narangilla
- Spargania nigrescens
- Spargania nigrirubrata
- Spargania olivata
- Spargania pernotata
- Spargania perpendiculata
- Spargania placidata
- Spargania plana
- Spargania privernaria
- Spargania prospicuata
- Spargania quadripunctata
- Spargania radiosa
- Spargania randallae
- Spargania ranulodes
- Spargania rubriviridis
- Spargania rufidentata
- Spargania rufifimbria
- Spargania rufitaeniata
- Spargania rufivena
- Spargania ruptata
- Spargania ruptifascia
- Spargania rutila
- Spargania satanica
- Spargania schistacea
- Spargania selika
- Spargania semipallida
- Spargania semirfuata
- Spargania semirubra
- Spargania subchlorata
- Spargania subcuprea
- Spargania subdecorata
- Spargania subignea
- Spargania sublactea
- Spargania subrosea
- Spargania subrubescens
- Spargania subtilisecta
- Spargania veronica
- Spargania viridescens
- Spargania viridissima
- Spargania ziczacata